# Lubomirski (herb książęcy)
Lubomirski (Lubomirski Książę) – polski herb książęcy, odmiana herbu Drużyna. Herb własny rodziny Lubomirskich.

## Opis herbu

### Opis historyczny
Juliusz Ostrowski blazonuje herb następująco:

W polu czerwonem – srebrna krzywizna, w najstarszych dokumentach zwana krzy waśnią (kij krzywy), później rzeką Sreniawą; prawo-ukośna w kształcie odwróconego S. Nad hełmem w koronie między dwiema czerwonemi trąbami wylotami do góry i opatrzonemi z boków w złote dzwonki – lew wprost siedzący. Labry czerwone podbite srebrem. Tarczę okrywa płaszcz książęcy z mitrą.

### Opis współczesny
Opis skonstruowany współcześnie brzmi następująco:
Na tarczy o polu czerwonym krzywaśń srebrna.
W klejnocie nad hełmem w koronie, między dwiema trąbami czerwonymi wylotami na zewnątrz, z dzwonkami złotymi, lew siedzący złoty na wprost.
Labry herbowe czerwone, podbite srebrem
Całość otacza płaszcz heraldyczny, podbity gronostajem.
Płaszcz zwieńcza mitra książęca.

## Geneza
Lubomirscy nie posiadają książęcych korzeni, mimo to tytuły te były im przyznawane wielokrotnie w różnych państwach na przestrzeni czasu. Jako pierwszy tytuł księcia uzyskał Stanisław Lubomirski dnia 8 marca 1647 roku w Świętym Cesarstwie Rzymskim, na ówcześnie należących do Lubomirskich dobrach ziemskich Wiśnicz i Jarosław. Zostali potwierdzeni w tym tytule w Galicji 6 maja 1786 roku w osobie Franciszka Lubomirskiego. Franciszek był praprawnukiem wcześniej wspomnianego Stanisława Lubomirskiego. Monarcha austriacki zatwierdził Franciszkowi także tytuł Cellissimus (pol. jaśnie oświecony), co stawiało go pod względem urodzenia na równi z panującymi tam dynastiami.  
Pod koniec XVIII wieku, Franciszek otrzymał dodatkowo tytuł podkomorzego galicyjskiego, co wiązało się z otrzymaniem dodatkowych elementów do wcześniejszego herbu. Tarczę położono na dwóch skrzyżowanych kluczach, dodano górne pole błękitne z oznaką urzędu: koroną leżącą na poduszce, oraz dwie bordiury: błękitną w trójkąty złote oraz poszachowaną czerwono-srebrno. 
21 maja 1863 tytuł książęcy z herbem identycznym jak w opisie historycznym, ale bez labrów, potwierdzono w Rosji Konstantemu Feliksowi Lubomirskiemu z synem Zygmuntem, Antoniemu z synami Ksawerym, Aleksandrem i Antonim, Aleksandrowi Ignacemu, Stefanowi Ksaweremu, Władysławowi, Eugeniuszowi, Janowi i Atanazemu z synem Stanisławem. W 1906 jedenastu przedstawicielom rodziny przyznano tytuł Durchlaucht (pol. najjaśniejsza wysokość) w Austrii. Oprócz omawianego herbu, dom książąt Lubomirskich na przestrzeni epok posiadał 7 różnych odmian swojego herbu, było to spowodowane licznymi potwierdzeniami tytułów oraz zachodzącymi związkami rodzinnymi. Jednakże, wszystkie herby utrzymywały zasadniczy wspólny motyw, tj. Szreniawy.

## Herbowni
Informacje na temat herbownych w artykule sporządzone zostały na podstawie wiarygodnych źródeł, zwłaszcza klasycznych i współczesnych herbarzy. Należy jednak zwrócić uwagę na częste zjawisko przypisywania rodom szlacheckim niewłaściwych herbów, szczególnie nasilone w czasie legitymacji szlachectwa przed zaborczymi heroldiami, co zostało następnie utrwalone w wydawanych kolejno herbarzach. Identyczność nazwiska nie musi oznaczać przynależności do danego rodu herbowego. Przynależność taką mogą bezspornie ustalić wyłącznie badania genealogiczne.
Pełne listy herbownych nie są dziś możliwe do odtworzenia, także ze względu na zniszczenie i zaginięcie wielu akt i dokumentów w czasie II wojny światowej (m.in. w czasie powstania warszawskiego w 1944 spłonęło ponad 90% zasobu Archiwum Głównego w Warszawie, gdzie przechowywana była większość dokumentów staropolskich). Nazwisko znajdujące się w artykule pochodzi z Herbarza polskiego, Tadeusza Gajla. Występowanie danego nazwiska w artykule nie musi oznaczać, że konkretna rodzina pieczętowała się herbem Lubomirski. Często te same nazwiska są własnością wielu rodzin reprezentujących wszystkie stany dawnej Rzeczypospolitej, tj. chłopów, mieszczan, szlachtę. Herb Lubomirski jest herbem własnym, wiec do jego używania uprawniona jest zaledwie jedna rodzina: Lubomirscy.